# Tobal No. 1
Tobal No. 1 (トバルナンバーワン Tobaru Nanba Wan) es un videojuego de lucha para la consola PlayStation desarrollado por DreamFactory y publicado por Squaresoft en 1996. Fue el primer título de DreamFactory, así como el primer videojuego de Square en una consola de formato CD.
Tobal No. 1 fue el debut de Square en el género de los videojuegos de lucha, aunque también incluye una modalidad de aventura. El sistema de juego se diseñó con la ayuda del diseñador de juegos de lucha Seiichi Ishii, mientras que todos los personajes y escenarios fueron diseñados por Akira Toriyama, conocido ilustrador y creador de Dragon Ball. Su segunda parte, Tobal 2, nunca fue lanzada en América del Norte y Europa.
En su lanzamiento en el mercado japonés y americano, Tobal No. 1 incluyó un segundo disco con una demo jugable del próximo gran lanzamiento de Square, Final Fantasy VII, y videos de Final Fantasy Tactics, Bushido Blade, y SaGa Frontier.

## Sistema de juego
Tobal No. 1 tiene cuatro modos de juego: modo "Tournament", modo "Versus", modo "Practice", y el modo "Quest", todas las cuales utilizan el mismo sistema de lucha. El juego se ejecuta a velocidades de hasta unos suaves 60 frames por segundo, debido a su falta de polígonos con texturas y redujo los detalles que dieron al juego un aspecto distintivo en comparación con otros juegos de lucha de la época, tales como Tekken 2. Los controles del juego permiten plena libertad de movimiento en el cuadrilátero, siempre y cuando el jugador se enfrenta al rival. El jugador tiene la posibilidad de lanzarse y saltar, y ciertos botones ejecutan golpes altos, medios y bajos para cada personaje. Tobal N º 1 también tiene una interfaz intuitiva de ataque y sistema de bloqueo, y ofrece al jugador una variedad de lanzamientos y movimientos de defensa.
Tal vez la característica más distintiva de Tobal No. 1 es el modo "Quest", que combina los controles de lucha del juego con exploración de mazmorras en tres dimensiones. El jugador debe avanzar por una serie de pisos, lidiar con trampas, y participar en peleas con una gran variedad de enemigos, entre ellos personajes jugables del juego. Se pueden encontrar varios objetos, soltados de los enemigos derrotados o comprándolos usando cristales de Molmoran que el jugador puede recoger. Estos objetos pueden ser recogidos, consumidos o arrojados a los enemigos, e incluyen productos alimenticios que pueden restaurar la salud del personaje o pociones que tienen una serie de efectos que incluyen aumentar la salud máxima del jugador o reducirla al mínimo. No hay manera de guardar el progreso, y morir significa empezar de nuevo la mazmorra desde el principio. La derrota de ciertos personajes en este modo, permite desbloquearles para jugar con ellos en el resto de modalidades.

## Sinopsis
Tobal N º 1 tiene lugar en el año 2048 en un planeta ficticio llamado Tobal, que cuenta con grandes depósitos de Molmoran, un mineral que se puede utilizar como fuente de energía. En este año, se celebra la 98.ª edición del torneo de artes marciales del planeta para determinar quién tiene los derechos sobre el mineral. Un número de humanos y alienígenas se inscriben para competir por el título. La trama y las historias de los personajes sólo se explican en el manual de instrucciones. Los ocho personajes jugables iniciales reciben el mismo final.
Los personajes jugables disponibles desde el principio del juego son Chuji Wu, Oliems, Epon, Hom, Fei Pusu, Mary Ivonskaya, Ill Goga, y Gren Kutz. Los jefes finales son Nork, Mufu, y el emperador Udan. Todos los jefes son desbloqueables tras derrotarlos en el modo "Quest" excepto Nork. En su lugar, el juego permite al jugador seleccionar Snork (Small Nork), una versión en miniatura del personaje. También hay un luchador secreto llamado Toriyama Robo (llamado así por Akira Toriyama ) que es desbloqueable si el jugador puede completar los 30 pisos de la Mazmorra de Udan en el modo "Quest". Toriyama Robo está en el último piso.

## Banda sonora
La música en Tobal No. 1 fue compuesta por ocho compositores habituales (por aquellos años) de Square: Yasunori Mitsuda, Yasuhiro Kawakami, Ryuji Sasai, Masashi Hamauzu, Junya Nakano, Kenji Ito, Noriko Matsueda y Yoko Shimomura. A diferencia de los temas comunes de tecno o rock que se podían escuchar en otros juegos de lucha, Tobal No. 1 contiene una mezcla completa de estilos musicales, con estilos que van en el Hip Hop, música ambiental, música pop, Jazz y música latina, debido a la diversidad de estilos de los compositores. La banda sonora fue puesta a la venta por DigiCube en Japón el 21 de agosto de 1996 y contiene 21 temas que se encuentran en el juego, más un tema inédito. El álbum fue arreglado por GUIDO, que más tarde lanzó su propio disco de remix con siete temas, Tobal No. 1 Remixes Electrical India.

## Recepción
Tobal No. 1 vendió más de 650.000 copias en Japón el año de su lanzamiento. En ocasiones se comenta que el juego tuvo esas ventas notables como resultado de la inclusión del disco demo de Final Fantasy VII, un título muy esperado en aquellos años. Sin embargo, el juego es considerado de culto en América del Norte y Europa, a pesar de que, en comparación, no se vendió tan bien.
IGN destacó varios aspectos del apartado gráfico del juego, con una velocidad de 60 cuadros por segundo y en una resolución en pantalla de 640x480. En 2004, la web catalogó el título como uno de los doce juegos que merece una continuación o actualización en PlayStation 2. GameSpot admiró la variedad de estilos de lucha en el modo normal del juego, pero criticó que los mismos controles no son igual de efectivos en el modo "Quest". Game Revolution afirmó que el sistema de bloqueo llega a ser confuso, pero definió el modo "Quest" como "lo más innovador del juego, junto con los jefes".
La segunda parte, Tobal 2, fue puesta a la venta en 1997 de nuevo para PlayStation, pero fue exclusivo de Japón. Una versión para teléfono móvil, titulado Tobal M, fue lanzado en Japón el 12 de diciembre de 2007.